# Cinara chibi
Cinara chibi är en insektsart som beskrevs av Inouye 1962. Cinara chibi ingår i släktet Cinara och familjen långrörsbladlöss. Inga underarter finns listade i Catalogue of Life.